# Coscinia albida
Coscinia albida là một loài bướm đêm thuộc phân họ Arctiinae, họ Erebidae.